# Büttstedt
Büttstedt is een gemeente in de Duitse deelstaat Thüringen, en maakt deel uit van de Landkreis Eichsfeld.
Büttstedt telt 853 inwoners.